# Stüsslingen
Stüsslingen é uma comuna da Suíça, no Cantão Soleura, com cerca de 1.000 habitantes. Estende-se por uma área de 6,15 km², de densidade populacional de 163 hab/km². Confina com as seguintes comunas: Lostorf, Niedererlinsbach, Niedergösgen, Obererlinsbach, Rohr.
A língua oficial nesta comuna é o Alemão.

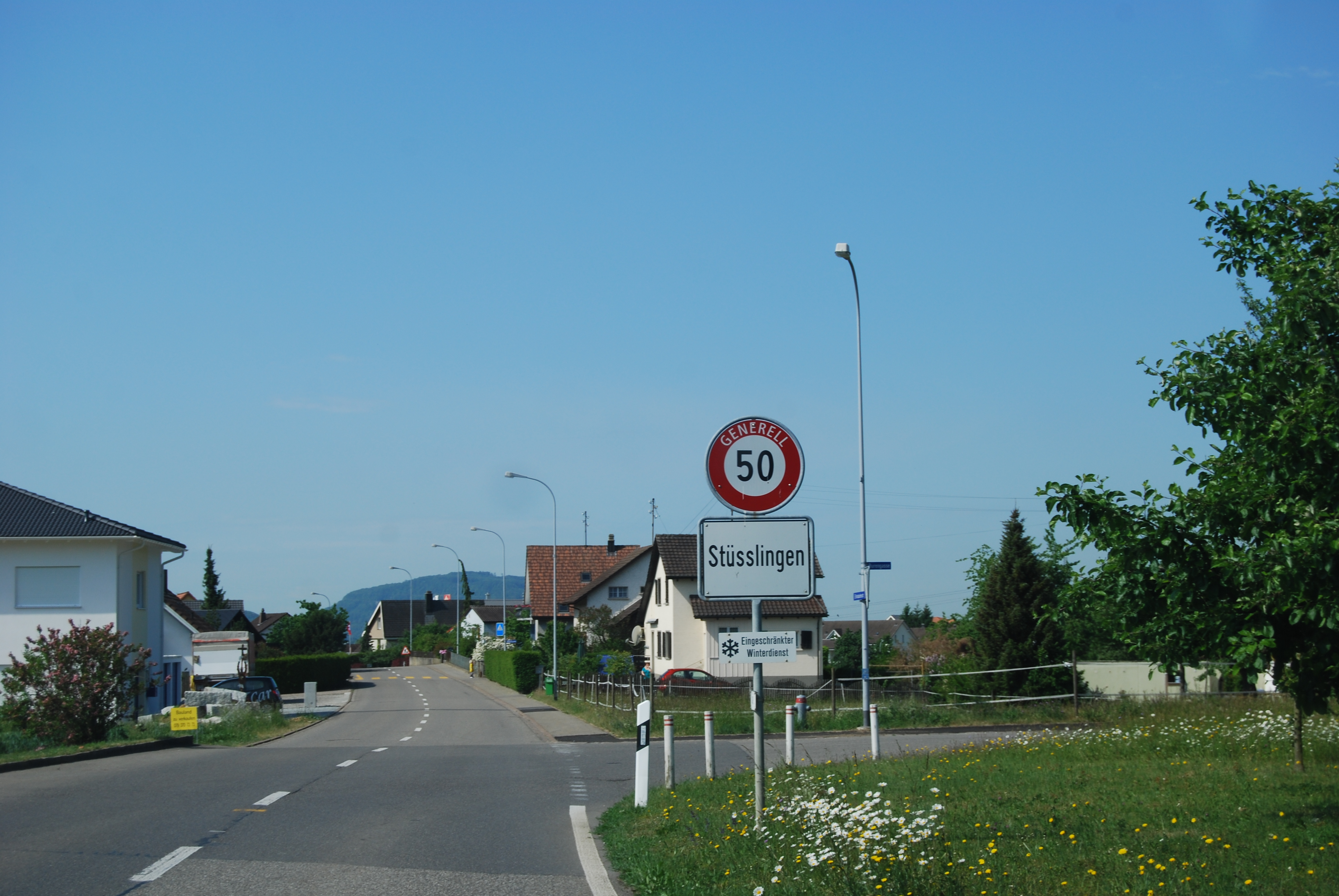
Stüsslingen.